# Дрифт
Дрифт е техника на шофиране, при която шофьорът преднамерено извежда дадено превозно средство (най-често автомобил) извън контрол чрез „презавиване“, така довеждайки до загуба сцеплението на задните гуми. По време на дрифт движението на автомобила е напречно на завоя, осъществено под влиянието на тежестта му и инерционния момент.
Успешният дрифт се характеризира със задържането на задните гуми на автомобила възможно най-дълго, докато в същото време страничното приплъзване се придържа към максимален „слип“ (англ. „slip“ – хлъзгам, нося се) ъгъл. Необходимо е поддържането на висока и постоянна скорост, както и шофиране с повишено внимание, тъй като дори малка грешка, например подаването на повече газ, би могла да доведе до неуспешен опит и в някои случаи – неблагоприятни ситуации.

## История
Дрифтът съвсем не е ново явление в автомобилизма и като техника се използва още от 30-те години на XX век от пилоти в „Гран При“, сред които Тацио Нуволари и Стърлинг Мос. Днешния си вид добива през 70-те години на „Японските пистови състезания“. За пионер в дрифта е считан японският състезател Кунимитсу Такахаши, доказал своите умения през годините, осигурявайки си много титли редом с овациите на хората.
Друго популярно име е Кейчи Тсучия, човекът (днес наричан „Крал на дрифта“), който се впечатлява от техниката на Такахаши и в опит да усъвършенства постигнатото от него се запътва към планинските пътища на Япония. Постепенно популярността на Кейчи Тсучия нараства сред тамошните улични състезатели. Предизвикан е интерес сред редактори на автомобилни списания, с помощта на които Тсучия реализира филм за дрифт през 1987 г.
Първото дрифт състезание, носещо името „D1 Grand Prix“, което популяризира техниката на шофиране сред автомобилната общественост, е проведено през 1988 г. на японската писта „Цукуба“ с подкрепата на Дайхиро Инада (собственик на списание „Option“). По-късно се появяват фенове на дрифта на Запад и през 1993 г. се организира първото дрифт състезание извън пределите на Япония, проведено на калифорнийската писта „Уилол Спрингс“ (съдии: Инада, драг състезателят Кенджи Оказаки и Тсучия; двама от състезателите са Рис Милън и Брайън Норис).
Като спорт се радва на широка популярност и печели фенове по цял свят. В наши дни е разпространен, освен в родината си Япония, в Австралия, Европа и Северна Америка. И до днес в японската страна се провежда „D1 Grand Prix“, но докато в предните години състезанието било за аматьори, сега е съсредоточено над шофьорите с професионални умения по дрифт. Днес в Щатите се провежда „Формула Дрифт“ (или Формула Д), „Кралят на Европа“ и „Британското първенство по дрифт“ – в Европа, „Формула Дрифт Азия“ (за Малайзия, Сингапур и Тайланд) и „Новозеландските дрифт серии“ – в Нова Зеландия.

## Състезания
Традиционните дрифт състезания се състоят от две сесии – квалификационна и финална. Квалификационната сесия често се състои в деня преди финалната. На финалите състезателите биват разделени по двойки, за да участват в двуетапни състезания (в първия етап единият автомобил стартира пред другия, във втория етап – обратно), където по един от всяка двойка отпада. Пример: ако във финала участват шестнадесет състезатели, осем от тях отпадат и осем продължават, след това от осемте състезатели четирима отпадат и четирима продължават и така, докато накрая останат двама и стане ясен победителят.
Състезанията протичат с участието на съдии, оценяващи изпълненията по различни фактори:
- правилното направление на автомобила (ляво/среда/дясно);
- ъгъла на автомобила спрямо завоите по време на дрифт;
- скоростта на автомобила преди, по време на, както и след взимането на завой;
- шоу – взима се предвид реакцията на публиката, наличие на пушек и други ефекти, близост до стена, ограда и/или различни препятствия.

Дават се точки за всяко изпреварване на водещия състезател, но обикновено един взима надмощие. При липса на единодушно решение за победител от страна на съдиите се налага допълнителен рунд. Понякога технически неизправности определят изхода на надпреварата. Ако един от участниците (или автомобилите) не може да вземе участие в дрифт дуел поради една или друга причина, другият автоматично продължава, но трябва да осъществи самостоятелно изпълнение.
Типично за публиката е да демонстрира желанието си за още едно съревнование в случаи на равенство или много близко представяне на двамата участници, скандирайки.
Съществуват и регионални различия.

## Дрифт в България
Дрифт субкултурата не подминава и България; на 28 юли 2008 г. с решение на Софийски градски съд е основана Българската дрифтинг асоциация, а български дрифтьори, участват и завоювят челни места в редица дрифт мероприятия:
- През 2010, на „Кралят на Европа“, Тодор Дунев постига три победи (едно второ и две трети места) и заслужено печели титлата „крал на Европа“. През 2009 г. завършва трети в генералното класиране на същия този шампионат.

- Александър Язов се класира в топ 10 на националния гръцки шампионат „DriftWars“ през 2010. Участва там отново, година по-късно. В актива си има записани и първи, и втори места – от различни състезания, проведени в България.

- Красимир Стефанов се качва на почетната стълбичка на различни състезания: 2-ро място на „King of Bulgaria“, първи места на „Български национален дрифт шампионат“ през 2010/2011, 1-во място на „The Battle 2010 (и 2011) – Germany vs. Japan“. Завършва 16-и на „Дрифт Гран При на Румъния“.

- Костадин Патриков – млад състезател, завършил на 2-ро място на Националния шампионат през 2011 година.

## Медии, филми и игри

### Уебсайтове
Съществуват редица международни уебсайтове, сред които OMGDrift Архив на оригинала от 2018-09-28 в Wayback Machine., WhatMonstersDo Архив на оригинала от 2013-05-22 в Wayback Machine., Speedhunters, MotorMavens и Motoiq. В последно време нараства броят и на българските такива.
Събития от рода на „Формула Д“ могат бъдат наблюдавани на живо онлайн.

### Филми
За популярността на дрифта спомагат както игрални, така и анимационни филми.
Дело на Холивуд е филмът, обгърнал дрифт субкултурата – „Бързи и яростни: Токио дрифт“, базиран единствено на дрифт. В поредицата японски анимационни филми „Initial D“ участва герой на име Такуми, запален по дрифта. Док Хъдсън от анимационния филм „Колите“ използва дрифт в пустинна писта, за да докаже своите умения на скептичния Маккуин Светкавицата.

### Игри
Едни от първите игри, включващи дрифт, са „Sega Rally“ и „Ridge Racer“.
Дрифт състезанията са голяма част от игровата поредица „Need For Speed“ – най-вече в излезлите след „Underground“ игри. Други игри, съдържащи дрифт състезания, са „Grid“, „Juiced“ и японската „Initial D: Extreme Stage“.
Интернет съдържа още браузър игри, флаш игри и такива за мобилни устройства.